# Xysticus concinnus
Xysticus concinnus is een spinnensoort uit de familie van de krabspinnen (Thomisidae).
De wetenschappelijke naam van de soort werd in 1875 gepubliceerd door A. Kroneberg.